# Georg August Appunn
Georg August Appunn (Hanau, 1816 – 1885) è stato un fisico e musicista tedesco.
Studioso di acustica, costruì un particolare armonium, con cui si dedicò allo studio dell'acustica musicale. Le sue ricerche furono successivamente riprese dal figlio Anton Appunn.